# Werner Bräu
Die Werner Bräu ist eine ehemalige Brauerei aus Poppenhausen. Gegründet wurde die Brauerei im Jahr 1791. Kurze Zeit später ging die Brauerei in den Besitz der Familie Werner über, wo Johann Kasper Werner die Leitung übernahm. 1991 hatte die Brauerei 110 Mitarbeiter und zählte somit zu einer der größeren privaten Brauereien in Unterfranken.

## Geschichte
Nach der Gründung im Jahr 1791 war das Familienunternehmen im ständigen Wachstum und konnte sich dadurch einen Namen in Unterfranken sichern. Der Name änderte sich im Laufe der Zeit, doch die Familie Werner blieb stets in der Geschäftsführung.
- 1840–1865 Brauerei Kasper Vierheilig und Veit Feuerbach
- 1865–1884 Brauerei zum Goldenen Stern Johann Werner
- 1884–1913 Brauerei zum Goldenen Stern Martin Werner
- 1913–1972 Dampfbrauerei Therese Werner Wwe
- 1972–1979 Bierbrauerei Martin Werner OHG
- 1979–1999 Privatbrauerei Werner Bräu GmbH & Co. KG
- 1999–2007 Würzburger Hofbräu

## Biersorten
- Weizen Bier
- Hefe Weizen
- Pilsener
- Hopfens hell
- Das Schwarze
- Diät Pils
- Altfränkisches Landbier

## Gebäudestruktur
Das Gebäude der Werner Bräu wurde in verschiedene Bereiche eingeteilt. Zentral stand das Sudhaus mit vier Sudgefäßen, die in den 1890er Jahren modernisiert wurden. Daneben stand ein Gebäude mit Edelstahl-Plattenkühlern, die zur Kühlung des Bieres verwendet wurden. Durch eine Verbindung der beiden Gebäude kam man zur Mälzerei, wo in Kellern das Bier gelagert, gegärt, gefiltert und dann abschließend abgefüllt wurde. Zuallerletzt wurde das Bier in der Palettenhalle (größtes Gebäude auf dem Gelände) verpackt und versendet.